# Protorma costifera
Protorma costifera är en skalbaggsart som först beskrevs av Thomson 1877.  Protorma costifera ingår i släktet Protorma och familjen långhorningar.
Artens utbredningsområde är:
- Guyana.
- Surinam.

Inga underarter finns listade i Catalogue of Life.